# 小泉すみれ (コラムニスト)
小泉 すみれ（こいずみ すみれ、1965年 - ）は、日本の作家、コラムニスト、テレビドラマ評論家。大学卒業後、出版社勤務を経てフリーに。映画・ドラマのノベライゼーションも手がける。なお、同名義で漫画家活動をしていた元TBSテレビプロデューサーの磯山晶は別人である。

## 著書

### ノベライゼーション
※冒頭の氏名は元になった作品の原案、脚本等。
- ヴィム・ヴェンダースほか（原案・脚本）『ベルリン・天使の詩:Wings of desire』ギャガ・コミュニケーション
- 浅野妙子・十川誠志（脚本）『大奥』角川書店、2003年 のち角川文庫
- 橋部敦子（脚本）『僕の生きる道』　角川文庫　2003年
- 橋部敦子（脚本）『僕と彼女と彼女の生きる道』　角川書店 2004年
- 北川悦吏子（脚本）『空から降る一億の星』　角川文庫　2004年
- 坂元裕二（脚本）『ラストクリスマス』マガジンハウス、2004年
- 荒井修子・渡辺千穂・寺村由佳理（脚本）『東京ミチカ』フジテレビ出版、2004年
- 井上由美子（脚本）『エンジン』マガジンハウス、2005年
- 大森美香（脚本）『不機嫌なジーン』フジテレビ出版、2005年
- 北川悦吏子（脚本）『オレンジデイズ』角川書店、2006年 のち角川文庫

### 小説
- 『バージョンアップ:はちきれそうなあたしの12か月』マガジンハウス、2007年 のち小学館文庫
- 『ラブ・デトックス:嫉妬するあたしの春夏秋冬』マガジンハウス、2007年 のち小学館文庫
- 『トモカレ』小学館、2008年

### 構成・文
- 岡本敏子『恋愛芸術家』マガジンハウス、2001年